# Wappen Syriens
Das Wappen der Syrischen Arabischen Republik zeigt einen stilisierten goldenen Adler mit dem Kopf nach links gewandt. Über seinem Kopf befinden sich drei fünfzackige Sterne, die in einem Bogen angeordnet sind. Der Adler besitzt 14 Federn, welche die vierzehn Gouvernements des Landes symbolisieren. Am 3. Juli 2025 wurde das Staatssymbol im Rahmen einer Veranstaltung aktualisiert, um die visuelle Identität Syriens zu modernisieren.

Wappen seit 2025

Seit der Gründung der Republik Syrien am 14. Mai 1930 wurden verschiedene, jedoch in ihrer Gestaltung weitgehend ähnliche Wappen verwendet. Diese zeigten typischerweise einen goldenen Falken mit einem arabischen Schild auf der Brust, das die offizielle Flagge trägt. Zusätzlich befinden sich an den Seiten zwei Weizenähren, die Fruchtbarkeit und Leben symbolisieren. In seinen Klauen hält der Falke ein Band mit der Inschrift „الجمهورية العربية السورية“ (Arabische Republik Syrien) in kufischer Schrift. 

## Verwendung
Das Staatswappen wurde mit der Unabhängigkeit am 17. April 1946 eingeführt und wird unter anderem in offiziellen Dokumenten und Stempeln verwendet. Seit 1950 erscheint das Wappen auf den Münzen des Landes, mit Unterbrechung in den Jahren 1958–1961 als Syrien Teil der Vereinigten Arabischen Republik war. In dieser Zeit wurde eine Variante des Adlers Saladins verwendet. Das Wasserzeichen der syrischen Banknoten zeigt ebenfalls das Staatswappen. Im Laufe der Zeit erfuhr es jedoch einige Veränderungen, die meist durch politische Übergänge in Syrien bedingt waren, wobei jede neue Regierung das Wappen leicht anpasste, um ihre eigene Identität und Ideologie widerzuspiegeln:

Syrische Republik 1932–1963
Vereinigte Arabische Republik 1958–1961
Syrische Republik 1963–1972
Föderation Arabischer Republiken 1972–1980
Syrische Arabische Republik 1980–2024
Wappenvogel der syrischen Übergangsregierung 2024–2025
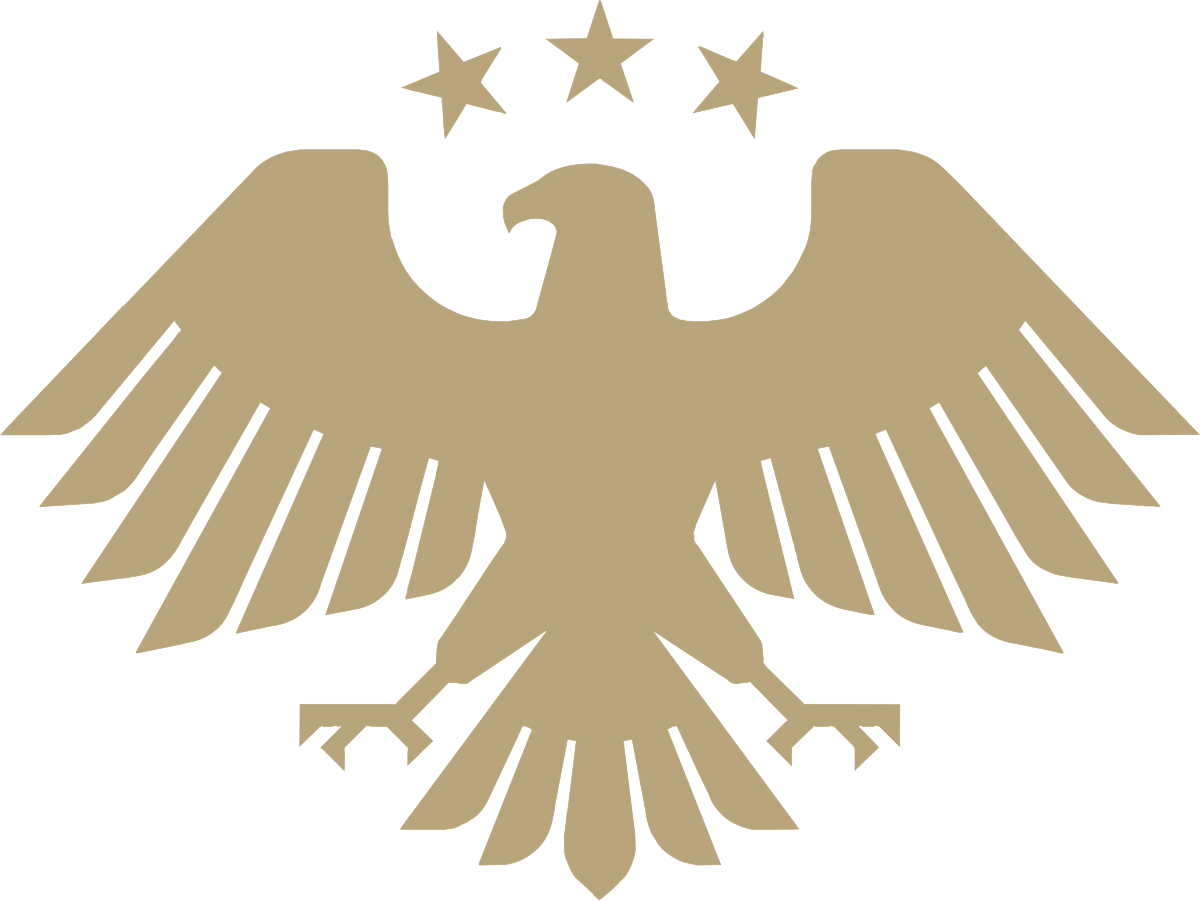
Syrische Arabische Republik 2025